# Deutschordenskommende St. Aegidius (Aachen)

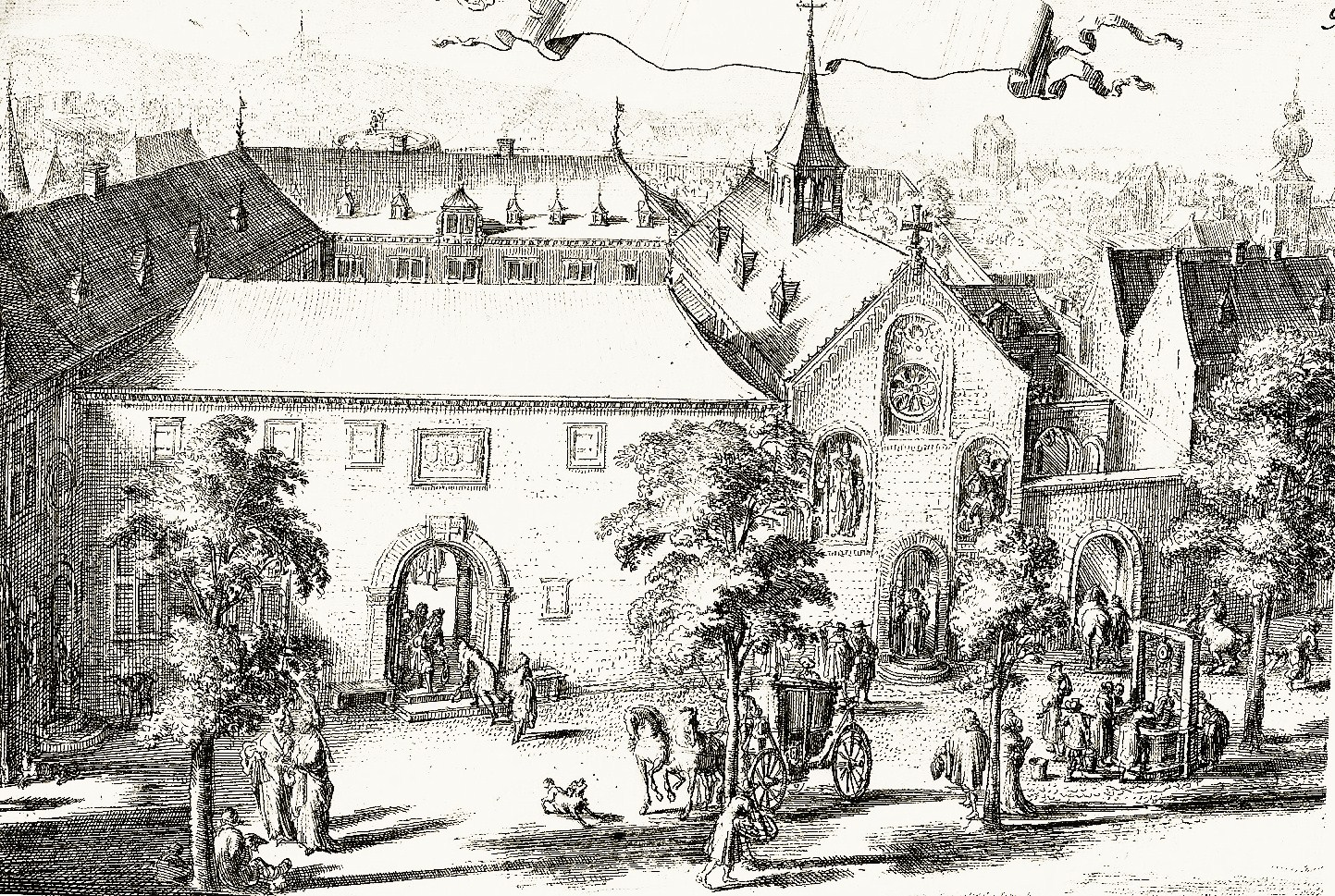
Ansicht der Kommende St. Gilles um 1700 (Kupferstich von Romeyn de Hooghe)

Die Deutschordenskommende St. Aegidius (auch St. Gilles oder Sint Gillis genannt) war eine dem heiliggesprochenen Abt Ägidius geweihte Klosteranlage des Deutschen Ordens in Aachen. Die Anlage befand sich stadtseitig im Verlauf der heutigen Pontstraße (Pontstraße 78), am Pontmitteltor und wurde von der inneren Stadtmauer, der sogenannten Barbarossamauer, begrenzt. Die Kommende St. Aegidius war eine der Kommenden der Deutschordensballei Biesen.
Nach der Säkularisation 1802 wurde die Anlage mehrfach umgebaut, im Zweiten Weltkrieg wurde sie zerstört. In die Neubebauung aus den 1950er Jahren sind Teile der mittelalterlichen Stadtmauer sowie der Umfassungsmauern der ehemaligen Klosterkapelle integriert.

## Geschichte

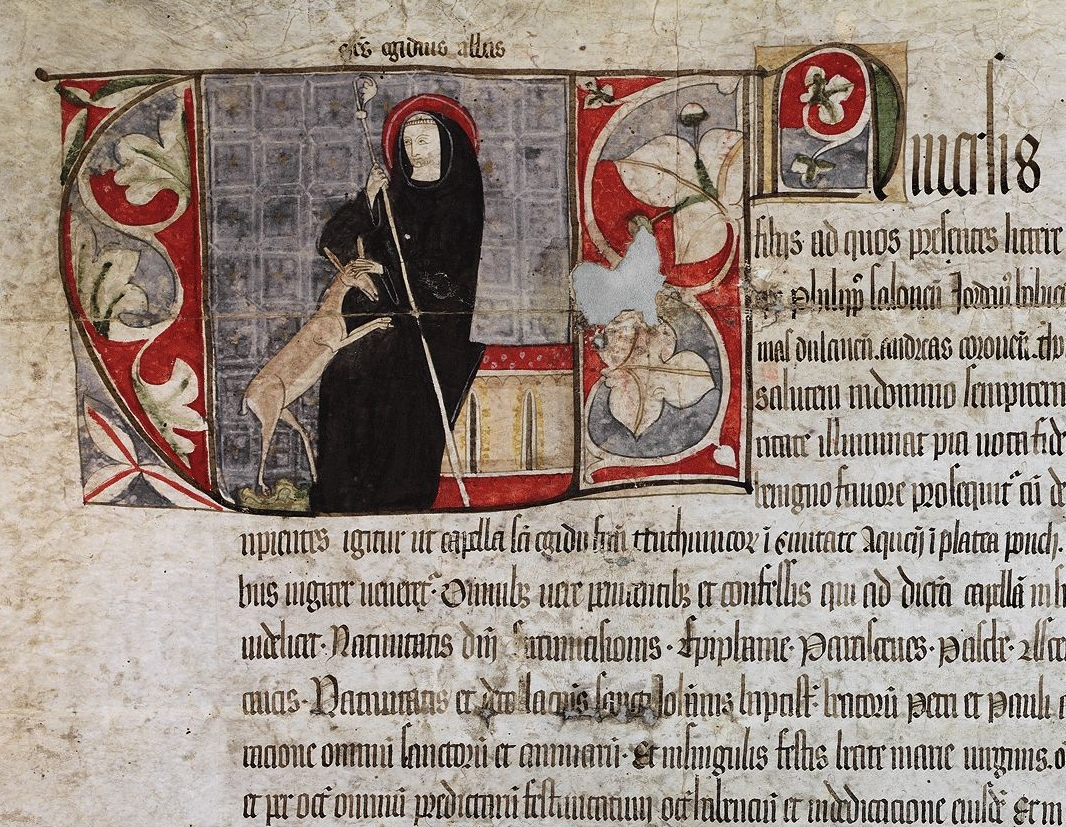
Aegidius abbas – Avignon, 1335, Ablass von 15 Erzbischöfen und Bischöfen für die St. Aegidiuskapelle der Deutschordensbrüder in Aachen

Am Driescher Gässchen zwischen Pontstraße und Hirschgraben befand sich bereits im 12. Jahrhundert das Haus der Herren von Punt. Um dieses Haus in die erste Stadtmauer einzubeziehen, wurde diese nicht geradlinig zwischen Pontmitteltor und Neutor durchgezogen, sondern machte an der Ecke Driescher Gässchen/Hirschgraben einen Knick, was sonst möglichst vermieden wurde.
Am 13. März 1320 verkaufte der Aachener Schöffe Conrad de Pont seinen in diesem Eck gelegenen Gutshof, zu dem auch die Kapelle St. Ägidius gehörte, dem Ritter Reinhard de Pomeris (von Bongard). 1321 machte Goswin de Keversberg von seinem Einstands- oder Beschüdderecht Gebrauch, das ihm als Verwandter Conrads zustand, kaufte die Anlage zurück und übertrug sie 1322 als Stiftung auf die Deutschordensballei in Alden Biesen. Diese Stiftung wurde von der Ballei selbst mit Gütern zu Aldenhoven, Welz bei Linnich und Vaals belehnt. Der Kommende stand zeitweise das Kollaturrecht über die Pfarre St. Lambertus in Welz zu.
Die Kommende St. Ägidius/St. Gilles wurde damit eine der Ordenskommenden von Alden Biesen. Nur wenige Jahre später, 1328, wurde die Kommende aus dem Pfarrverband entlassen und in den Folgejahren von mehreren Ritterfamilien beschenkt. Bis zum 16. Jahrhundert scheint sie eine Priesterkommende gewesen zu sein, als deren erster Priesterkomtur ein gewisser Thomas van Aken wirkte. Dieser ließ 1330 die alte Kapelle abbrechen und eine neue bauen.

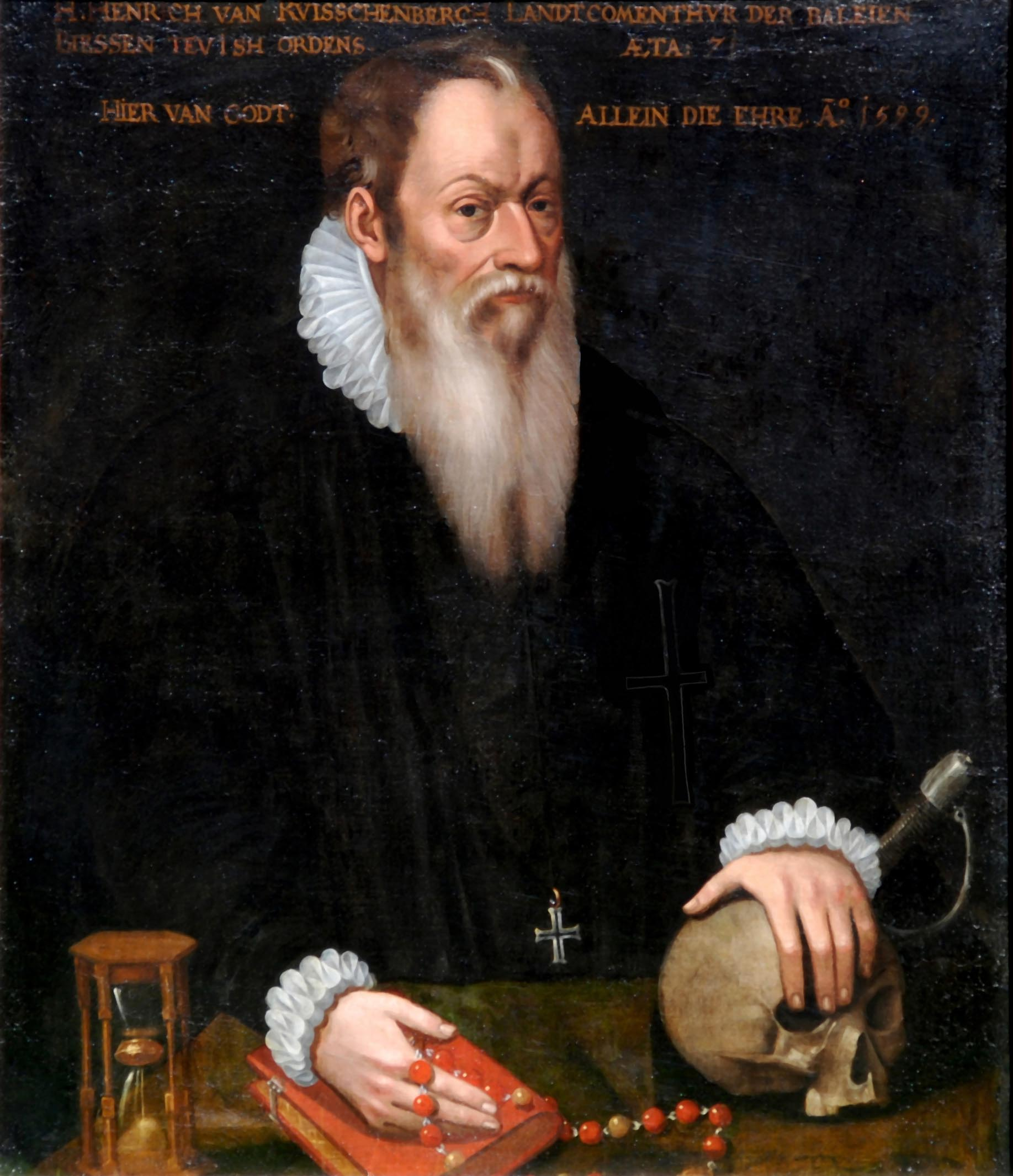
Porträt Heinrich von Reuschenbergs (1599)

Um 1410 lebten in der Kommende lediglich zwei Ordensbrüder, davon ein Priesterbruder und ab 1451 nur noch ein Laienbruder. Bis zur Mitte des 16. Jahrhunderts lag die Leitung der Kommende in der Hand von Ordenspriestern, die als Pfleger ihren Dienst taten. Erstmals ab 1543 findet sich ein Ritterbruder, der Ordensritter Johann von Cortenbach, als Komtur.
Schließlich wurden im Jahr 1591 die Aachener Beginen und Begarden in die Kommende eingegliedert, die ihrerseits ihre bisherige Klosteranlage der Jesuitenkommunität Aachen überlassen hatten. In ihrer Eigenschaft als Komtur des Deutschen Ordens wirkten hier unter anderem Heinrich von Reuschenberg (1566/67 und 1580–1584), Damian Hugo Philipp von Schönborn-Buchheim (1699–1706), Caspar Anton von Belderbusch (1758–1762) und Heinrich-Johann von Droste zu Hülshoff (1778–1784).
Um 1630 wurden die Gebäude der Deutschordenskommende niedergelegt und im Spätrenaissance-Stil neu angelegt. In die Aegidiuskapelle wurde ein neues Gewölbe eingezogen, aber die historische Bausubstanz erhalten.
Ihre Hochzeit erlebte die Kommende in der Mitte des 17. Jahrhunderts. In dieser Zeit lebten mehrere Deutschherren in der Kommende. Professschilde aus dem 17. Jahrhundert belegen, dass in der Kommende Feiern zur Ablegung des Ordensprofess stattgefunden haben. Die Deutschritter Johann Franz von Lützenrath, Gottfried Huyn von Geleen und Heinrich Schenk von Nideggen legten 1632 in der Kapelle St. Aegidius ihren Ordensprofess ab.
Der Stadtbrand vom 2. Mai 1656 beschädigte auch die Kommende und ihre Kapelle. Sie konnte allerdings – im Gegensatz zu fast allen Gebäuden der Innenstadt – wieder instand gesetzt werden.
Im Jahr 1802 wurde die Kommende im Zuge der Säkularisation in Aachen aufgehoben. Während der französischen Besetzung im napoleonischen Kaiserreich war in dem Klostergebäude die Gendarmerie und in der Kapelle der zugehörige Pferdestall untergebracht. Nach dem Abzug der Franzosen wurden die Gebäude zu Wohnzwecken umgebaut. Mauerreste der Kapelle mit den zugesetzten gotischen Fenstern waren noch bis zu Beginn des 20. Jahrhunderts erhalten.

## Geologische und hydrogeologische Baugrundverhältnisse

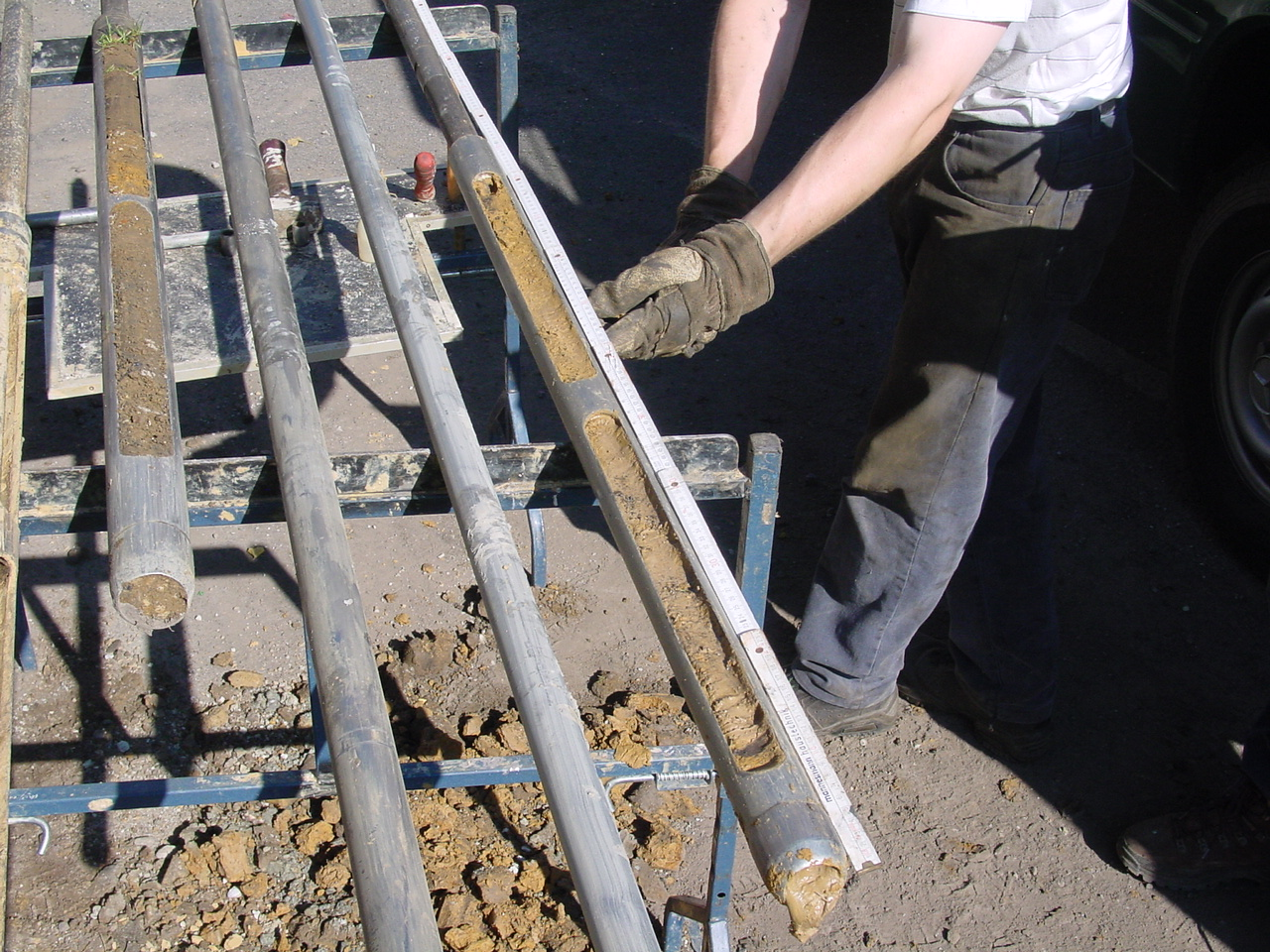
Baugrundsondierung auf dem Gebiet der Klosteranlage: Kulturschutt (links), Lösslehm (rechts)

Die Klosteranlage befindet sich am Rand eines eemzeitlichen Tales, in dessen Talsohle heute der Johannisbach fließt. Der Baugrund der Kommende wird durch quartärzeitliche Sedimente gebildet. Bei Sondierungen im Jahr 2002 konnten unter einer zwei Meter mächtigen Schicht aus Kulturschutt pleistozäne Lösslehme und feuersteinführende Kiese beobachtet werden. Diese entstanden während der letzten beiden Eiszeiten, der Saale- und Weichselkaltzeit als Abtragungsschutt der umrandenden Höhenlagen, wie dem Lousberg und dem Königshügel. Die Feuersteinkiese bilden hier den ersten Grundwasserleiter. Unterlagert werden die quartärzeitlichen Sedimente durch oberkreidezeitliche Ton- und Schluffablagerungen, dem Hergenrather Ton, der hier und in der näheren Umgebung stets den grundwasserstauenden Horizont für die zahlreichen, größtenteils ehemaligen Hausbrunnen bildet. Die paläozoischen Festgesteine, bestehend aus oberkarbonischen Sand- und Tonsteinen, werden hier in 18,7 m Teufe erreicht.

## Begrenzungen: Barbarossamauer und Pontmitteltor

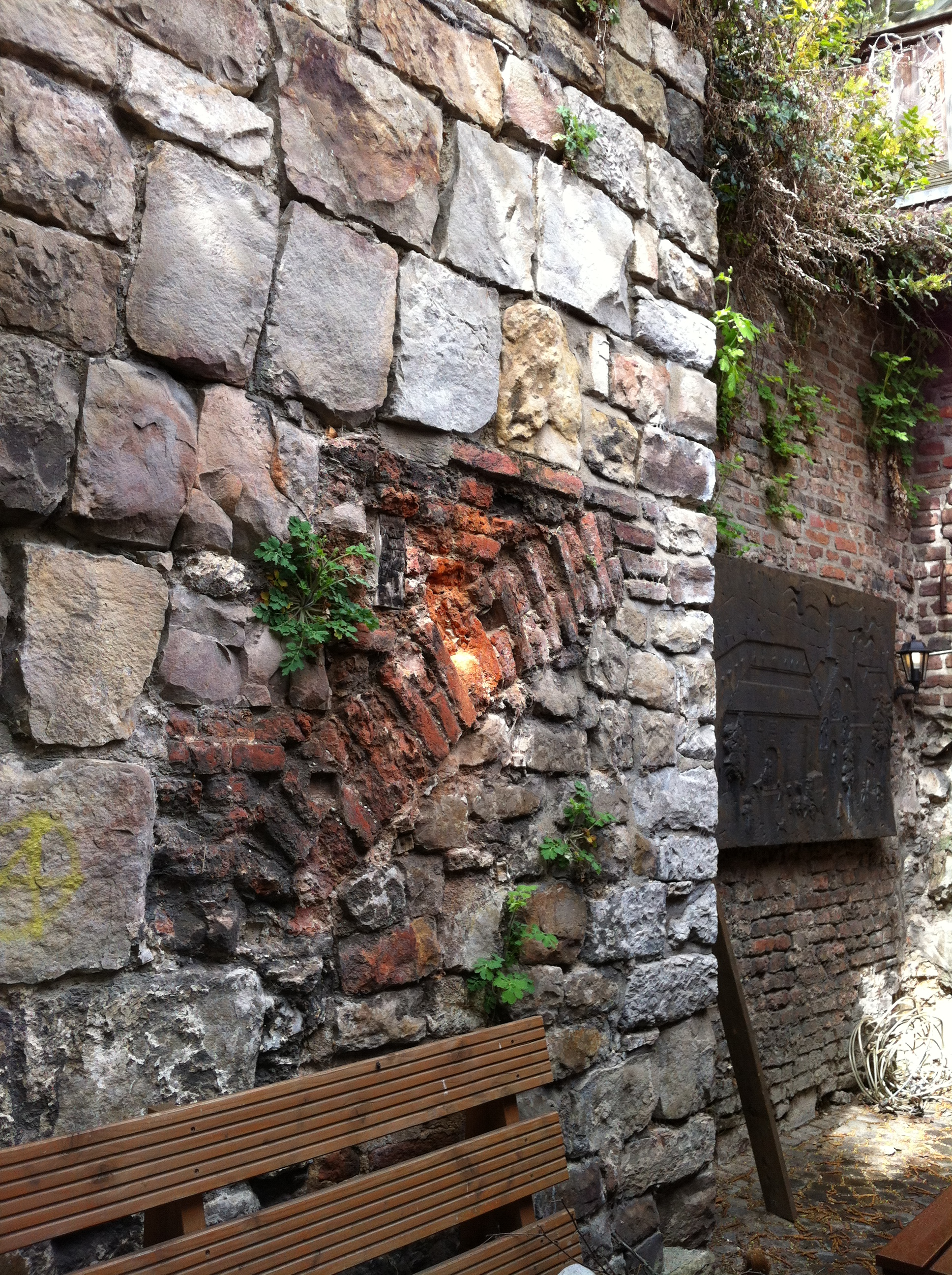
Barbarossamauer mit Mauerresten der Kommende St. Aegidius

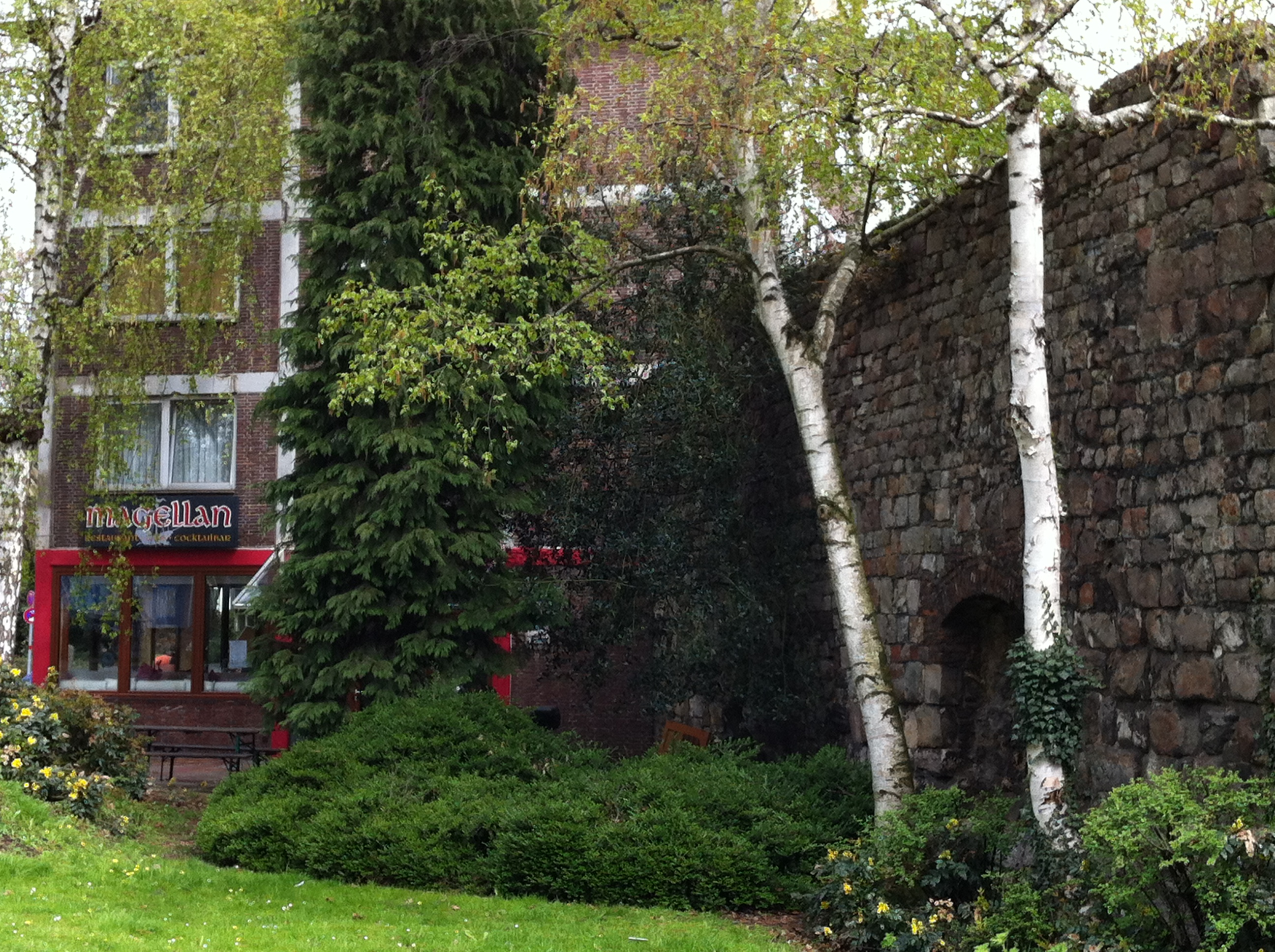
Die Barbarossamauer und das Restaurant Magellan

Die Klosteranlage grenzte stadtwärts an die innere Stadtmauer von Aachen, die auf Geheiß von Kaiser Friedrich Barbarossa nach 1172 errichtet und nach ihm benannt wurde. Im Bereich der der Klosteranlage vorgelagerten Pontstraße befand sich eines der vier Haupttore der Mauer, das Pontmitteltor.
Die Barbarossamauer war hauptsächlich in Form eines sogenannten Schalenmauerwerkes errichtet. Die Außenflächen werden durch ein so genanntes Blendmauerwerk vorwiegend aus sehr harten, verwitterungsresistenten Tertiärquarziten gebildet. Kleinere Bruchstücke aus Blaustein und Mergelkalkstein ergänzen den Aufbau der Außenmauer im Bereich des Driescher Gässchens. Den Mauerwerkskern zwischen den beiden äußeren Blendmauern bildet ein Füllmauerwerk, zu dessen Herstellung minderwertiger, kleinerer Gesteinsschutt aus Kalkstein, Mergelstein und Sandstein verwandt wurde. Die Kontermauer des Wehrgrabens wird im Bereich Templergraben/Driescher Gässchen vorwiegend aus einem Bruchsteinmauerwerk von Sandsteinen des Oberkarbons aus dem Wurmtal gebildet.
Die Freifläche zwischen dem Driescher Gässchen und der Barbarossamauer überdeckt heute den ehemaligen 8 m tiefen und 25 m breiten Stadtgraben, der der Mauer stadtauswärts vorgelagert war.
Eine Pflasterung aus Kopfsteinpflaster, die die Pontstraße quert, markiert heute den weiteren Verlauf der Stadtmauer.
Das 1944 zerstörte, zuvor mehrfach umgebaute Gebäude wurde in den 1950er Jahren zum Teil auf den Resten der alten Umfassungsmauern der ehemaligen Kapelle neu errichtet. Die Reste der Kapelle wurden abgebrochen und ein Gewändeprofil in die Sammlung des Aachener Domes gegeben. Weitere Teile der Kapelle erwarb der Kunstsammler Peter Ludwig.
Die Umfassungsmauern der ehemaligen Kapelle stehen heute, ebenso wie ein auf dem Grundstück befindliches nahezu vollständig erhaltenes Stück der Barbarossamauer unter Denkmalschutz.

## Heutige Nutzung

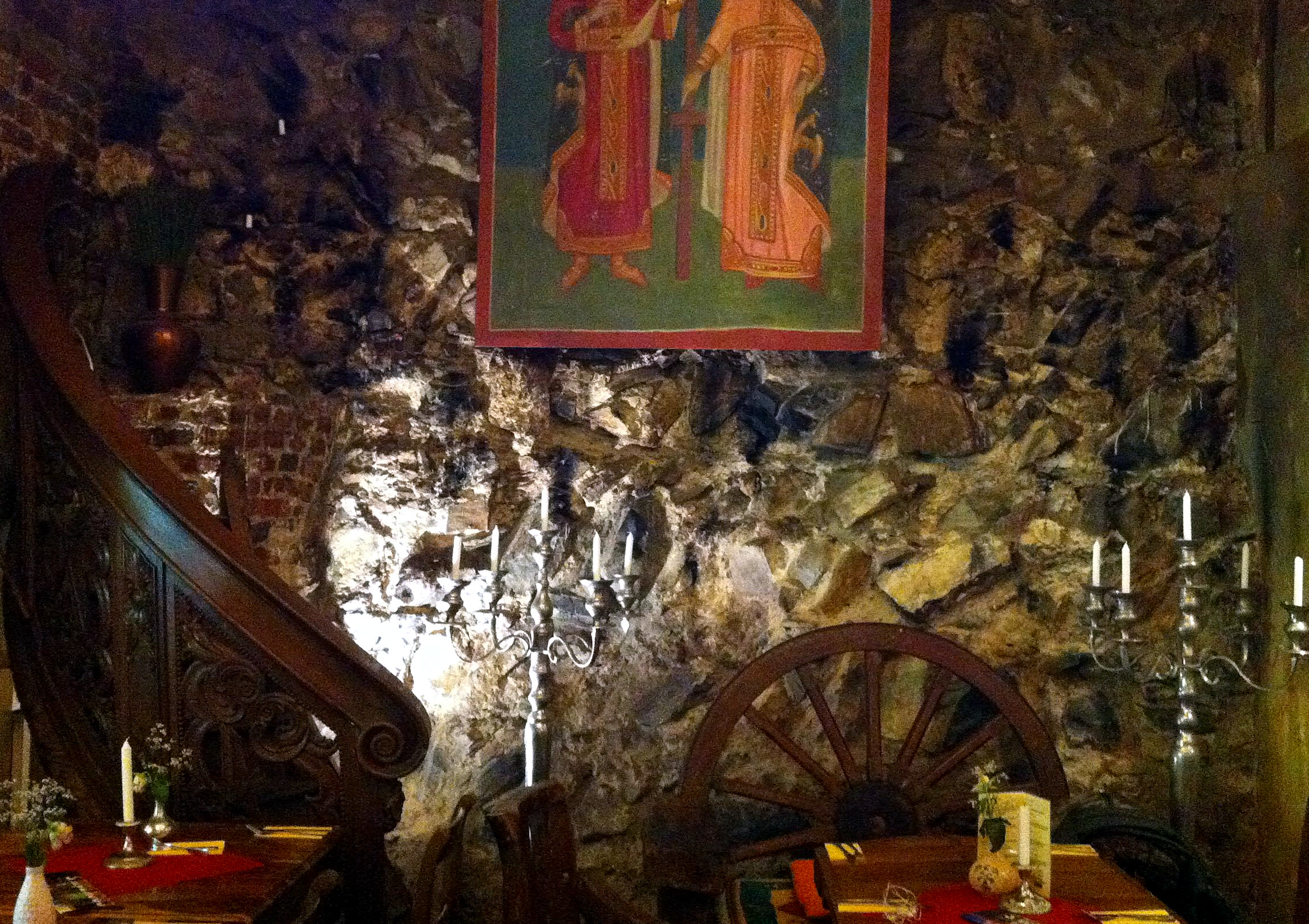
Inneres Füllmauerwerk der Barbarossamauer im Restaurant Magellan

Das heutige Gebäude wurde in den 1950er Jahren zum Teil auf den Resten der alten Umfassungsmauern zunächst als Wohn- und Geschäftshaus neu errichtet. Zwischen 1998 und 2000 wurde das Gebäude erneut umgebaut und beherbergt seitdem ein Restaurant, dessen Namenspatron der portugiesische Seefahrer Ferdinand Magellan ist.
Das Magellan ist das einzige Restaurant in Aachen, durch das – auch im Inneren der Gaststätte – ein Teilstück der Barbarossamauer führt. Den Aufbau der Mauer mit einem Blend- und Füllmauerwerk kann im Gastraum beispielhaft an einem 8 m langen Mauerstück betrachtet werden. Die Begrenzung des Gartenrestaurants zum Driescher Gässchen bildet ebenfalls die noch im Original erhaltene Stadtmauer. Eine Bronzetafel mit der Replik eines Kupferstiches an der Mauer erinnert an die alte Kommende St. Ägidius. Das Restaurant Magellan ist heute Treffpunkt zahlreicher Aachener Vereine.